# Lioux
Lioux ist eine südfranzösische Gemeinde mit 287 Einwohnern (Stand 1. Januar 2022) im Département Vaucluse und in der Region Provence-Alpes-Côte d’Azur.

## Weblinks

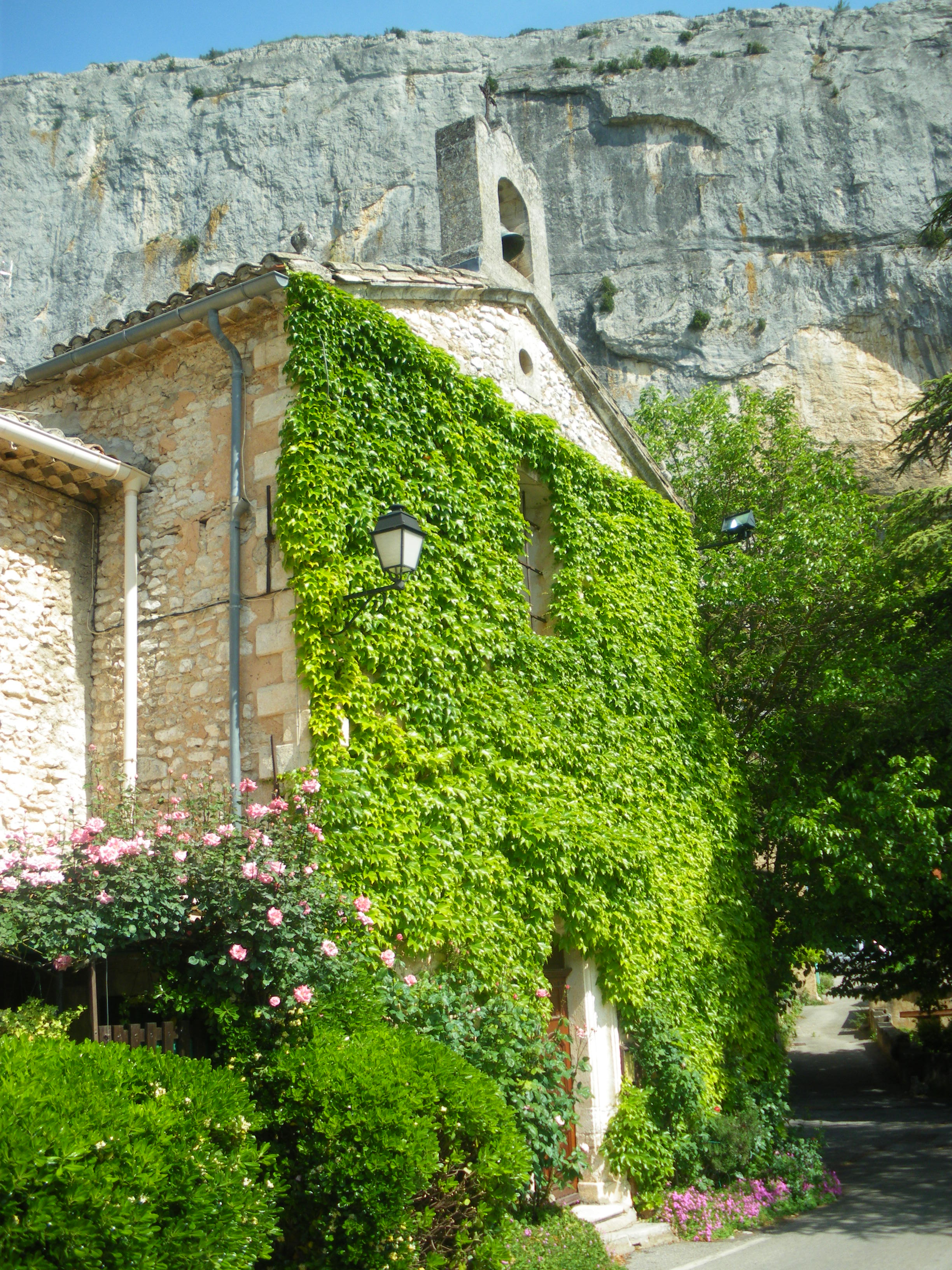
Kirche mit den Monts de Vaucluse im Hintergrund
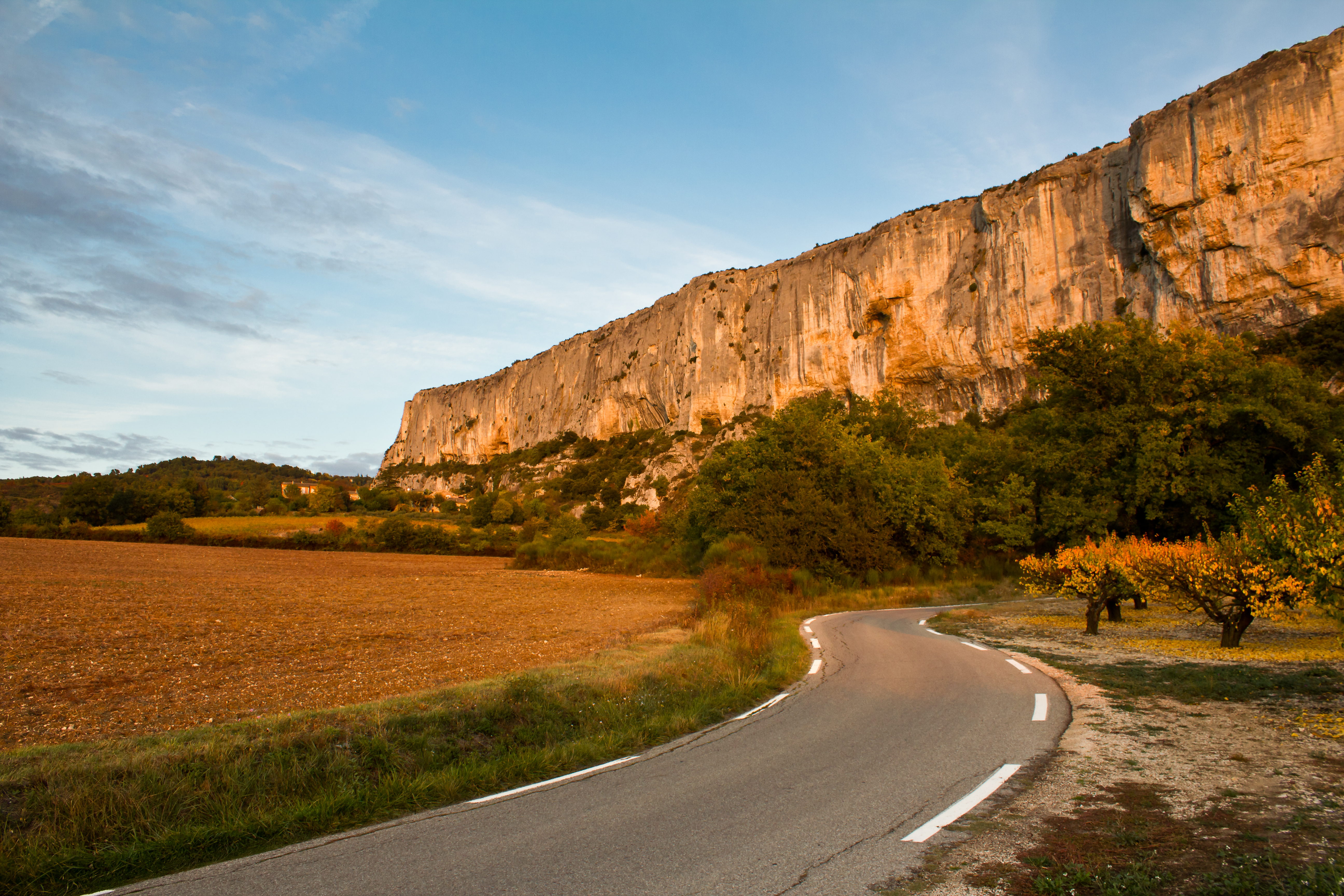
Falaise de la Madeleine
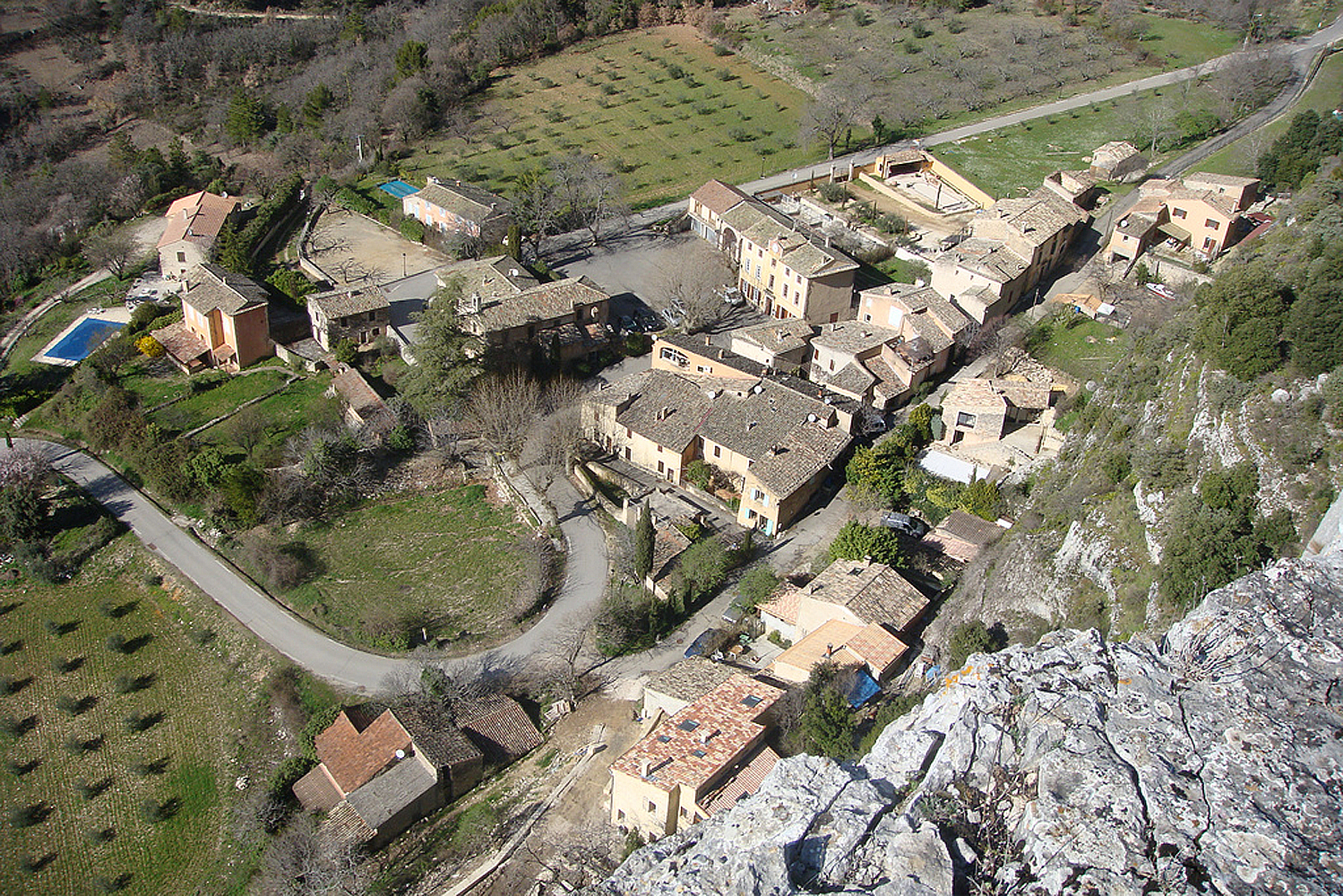
Luftaufnahme von Lioux

## Geografie
Lioux liegt im Norden des Arrondissements und am Südfuß der Monts de Vaucluse. Die Ortschaft ist sieben Kilometer von Joucas, neun Kilometer von Murs, neun Kilometer von Roussillon, zehn Kilometer von Saint-Saturnin-lès-Apt und elf Kilometer von Gordes entfernt. Die örtlichen Bergspitzen befinden sich auf 885, 876 und 769 m. ü. M. Die angrenzenden Gemeinden sind Monieux im Norden, Sault im Nordosten, Saint-Saturnin-lès-Apt im Südosten, Murs im Südwesten und Méthamis im Nordwesten.

## Bevölkerungsentwicklung
| Jahr      | 1962 | 1968 | 1975 | 1982 | 1990 | 1999 | 2008 |
| --------- | ---- | ---- | ---- | ---- | ---- | ---- | ---- |
| Einwohner | 197  | 176  | 213  | 197  | 324  | 248  | 255  |